# Дайто (острови)
Острови Дайто (яп. 大東諸島, Daitō-shotō) — архіпелаг з трьох ізольованих коралових островів (Кітадайто, Мінамідайто та Окідайто) у Філіппінському морі на південний схід від Окінави. Загальна площа островів складає 44,427 км², а населення 2 107 осіб.
Адміністративно всі острови належать до повіту Шімаджірі префектури Окінава та поділені між селами Мінамі-Дайто і Кіта-Дайто, при цьому ненаселений острів Окідайто управляється як частина селища Кіта-Дайто, хоча територіально ближчий до острова Мінамідайто.

## Історія
Ці острови здавна були відомі в Окінава як Ufuagari («Великий схід»). Острови вперше побачив іспанський мореплавець Бернардо де ла Торре у вересні 1543 року, під час перерваної спроби досягти Нової Іспанії з Філіппін на кораблі «San Juan de Letran». Пізніше їх відвідували європейські дослідники різних країн, а самі вони деякий час були відомі під назвою острови Бородіно після того, як російське судно дослідило їх 1820 року.
Острови лишались ненаселеними до формального заволодіння ними Японською імперією 1885 року. У 1900 році на острови прибула група піонерів з острова Хатідзьо, одного з островів Ідзу, розташованих у 287 км на південь від Токіо. Під керівництвом Тамаокі Хан'емона (1838—1910) вони заснували поселення на Мінамідайто і почали вирощувати цукрову тростину. Він також очолював зусилля по колонізації Кітадайто та Окідайто. На цих двох островах були великі запаси гуано, яке видобували для виробництва фосфатного добрива і димного пороху. У 1919 році населення островів було понад 4000 осіб.
У Другу світову війну ВМС США неодноразово атакували Мінамідайто, а після війни острови були окуповані США і управлялись як частина Цивільної адміністрації США островів Рюкю з 1950 року. Японії острови були повернуті 1972 року.

## Острови
| Фото | Назва        | Кандзі       | Площа [км²] | Населення 2004 | Найвища точка [м.н.м.] | Координати                                                              |
| ---- | ------------ | ------------ | ----------- | -------------- | ---------------------- | ----------------------------------------------------------------------- |
|      | Мінамі Дайто | яп. 南大東島 | 30,57       | 1 442          | 78                     | 25°50′45″ пн. ш. 131°14′30″ сх. д. / 25.84583° пн. ш. 131.24167° сх. д. |
|      | Кітадайто    | яп. 北大東島 | 11,94       | 665            | 75                     | 25°57′ пн. ш. 131°18′ сх. д. / 25.950° пн. ш. 131.300° сх. д.           |
|      | Окідайто     | яп. 沖大東島 | 1,15        | –              | –                      | 24°28′ пн. ш. 131°11′ сх. д. / 24.467° пн. ш. 131.183° сх. д.           |

## Геологія та екологія

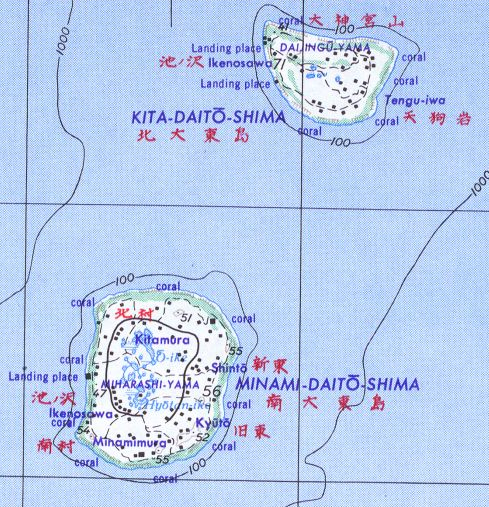
Топографія островів Мінамідайто та Кітадайто

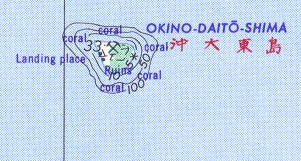
Топографія острова Окідайто

Острови утворились при геологічному піднятті коралового атола, тому береги островів урвисті та гострі, мають висоту 10-20 метрів. Відвідувачі та вантажі потрапляють на острови за допомогою підйомників (кранів).
Внутрішня частина островів нижча, часто (на ділянках не зайнятих вирощуванням цукрової тростини) характеризується болотами та невеликими озерами.

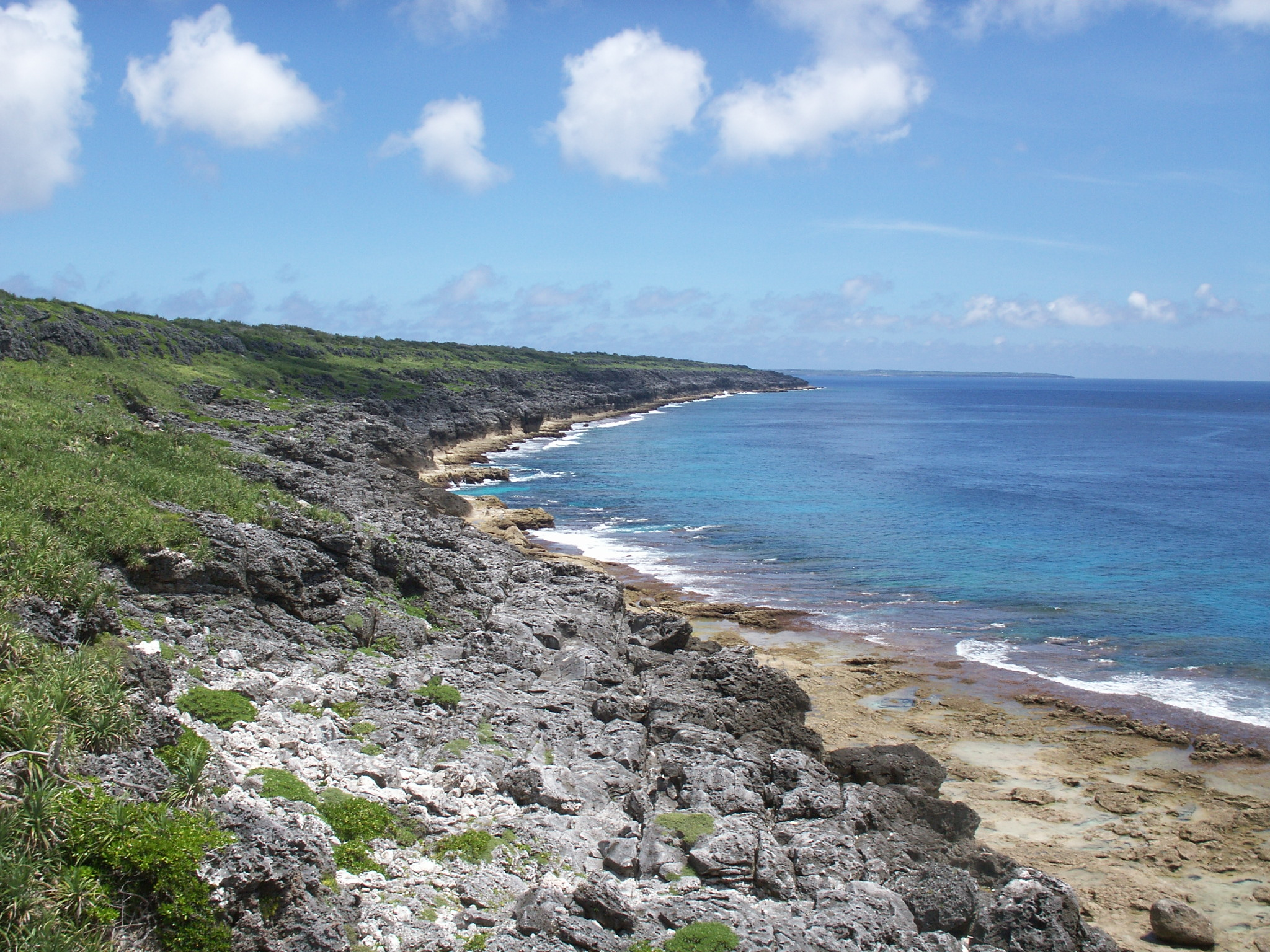
Фітоценоз на східному березі острова Мінамідайто.

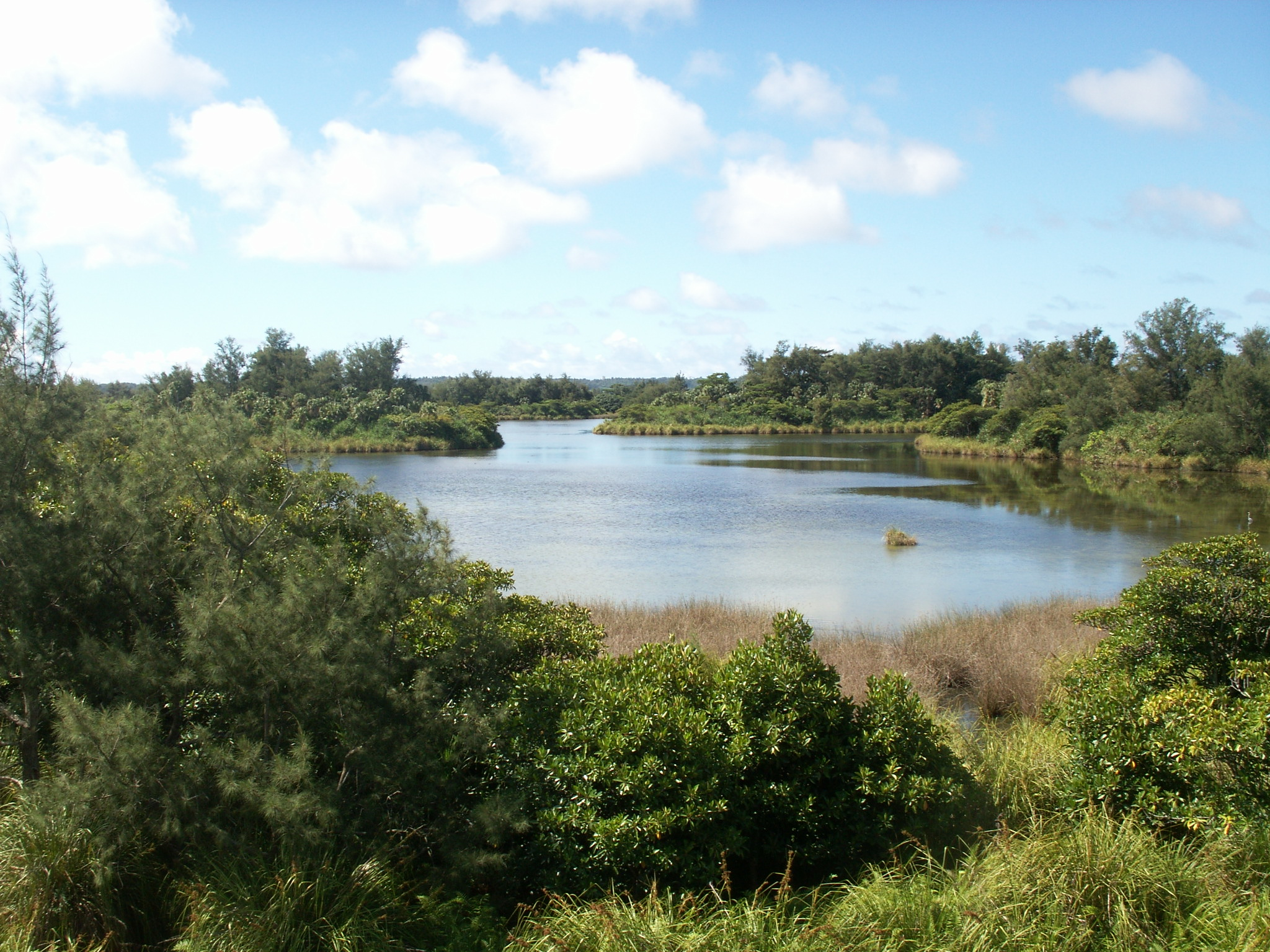
Пруд у селищі Мінамідайто.

Найближча суша — острови Рюкю, віддалена від архіпелагу на 300 км, тому на архіпелазі утворилась унікальна та ізольована екосистема з ендемічними видами, які, наприклад, не включає куфій хабу, присутніх на багатьох островах Рюкю. Відсутність змій сприяла розмноженню інвазійних жаб. Колись три основні острови були покриті незайманими лісами, але людська діяльність, в тому числі військові дії, сильно пошкодила їх та призвела до зникнення лісів та ендемічних видів, особливо на Окідайто.
Крім вугрів, до заселення островів дослідники не спостерігали прісноводну рибу чи амфібії.
Архіпелаг, за виключенням Окідайто та деяких менших острівців, включений у Територію захисту дикої природи Японії площею 4 251 га, з яких 234 га є зоною особливого захисту.
В японській та іншій літературі виділяється певна кількість варіацій, підвидів та видів тварин та рослин, що включають назву островів, у тому числі серед таких тварин як Pteropus dasymallus, японський канюк, Otus elegans (включена пам'ятку природи Японії), рогач дайто,, вид цикад роду Euterpnosia, пірникоза мала, Hypsipetes amaurotis, Zosterops japonicus, і рослин як пальма Livistona, Excoecaria, і Crepidiastrum. Деякі з них, наприклад Parus varius і волове очко дайто, вважаються вимерлими.
На архіпелазі та у його водах розмножуються такі мігруючі та океанічні види як альбатрос гавайський, кулик-довгоніг, тунець, тунець смугастий, японська іспанська макрель, вітрильникові, манти, японський хребетний лобстер, морські черепахи, дельфіни і горбатий кит. Серед островів Рюкю, японський фазан присутній тільки на островах Дайто, так само як корали та коралові риби, такі як Chaetodon auripes, яка деколи вважається ендеміком островів і Hemitaurichthys thompsoni, яка раніше була зафіксована лише на островах Оґасавара. Також трапляються Caranx lugubris і Oplegnathus, які стали рідкістю у інших японських водах.

## Подальше читання
- National Geospatial Intelligence Agency (NGIA). Prostar Sailing Directions 2005 Japan Enroute. Prostar Publications (2005). ISBN 1577856511
- 島のデータ : 北大東島 [Island data: Kitadaito Island] (японська) . Naha, Okinawa Prefecture, Japan: Okinawa Prefecture. 2005. Архів оригіналу за 24 травня 2012. Процитовано 14 червня 2013.
- 島のデータ : 南大東島 [Island data: Minamidaito Island] (японська) . Naha, Okinawa Prefecture, Japan: Okinawa Prefecture. 2005. Архів оригіналу за 31 березня 2016. Процитовано 14 червня 2013.
- 島の紹介 [Introduction to the Islands] (японська) . Kitadaito, Okinawa Prefecture, Japan: Village of Kitadaito. 2012. Архів оригіналу за 12 листопада 2017. Процитовано 14 червня 2013.